# 大日霊貴神社

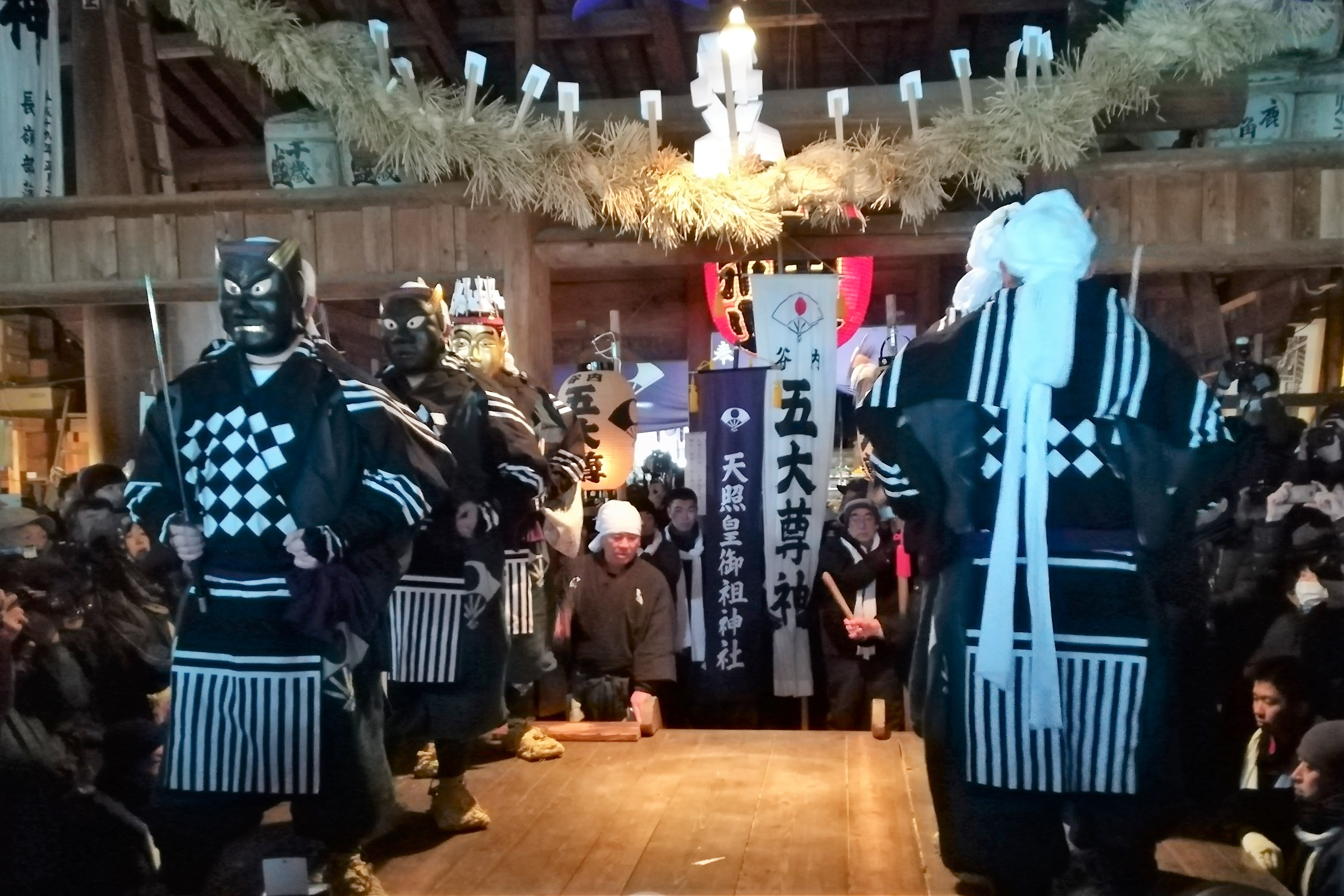
大日堂舞楽「五大尊舞」

大日霊貴神社（おおひるめむちじんじゃ）は、秋田県鹿角市八幡平にある神社。大日堂とも称される。

## 社殿
秋田県内の社殿建築では最大級とされ、舞楽を演じるのにふさわしい空間構成がなされている。

## 祭神
- 天照皇大神・吉祥姫命 ほか11柱

## 歴史
社伝によれば継体天皇の代に創建されたと伝えられ、のちに718年（養老2年）奈良時代の僧行基によって再建されたと伝えられる。江戸時代には南部藩主の帰依を得た。
伝説では、近くにある五の宮岳やだんぶり長者伝説と関連づけられている。
また、文政3年（1820年）10月7日の日付で、相馬大作事件で相馬大作が第1回の現場視察の折に、内部の板壁に書いたと言われる文書が残されていたが、火災で焼失した。

## 主な行事
- 1月2日 - 養老例祭
- 4月27日 - 例祭宵宮祭
- 4月28日 - 例祭

## 文化財
- 重要無形民俗文化財、ユネスコの無形文化遺産
  - 大日堂舞楽 - 1月2日の例祭の際に演じられる舞楽。
- 鹿角市指定有形文化財
  - 板碑1基

## アクセス
- JR花輪線八幡平駅より徒歩1分
- 鹿角八幡平ICより車で約5分